# Kế hoạch quân sự

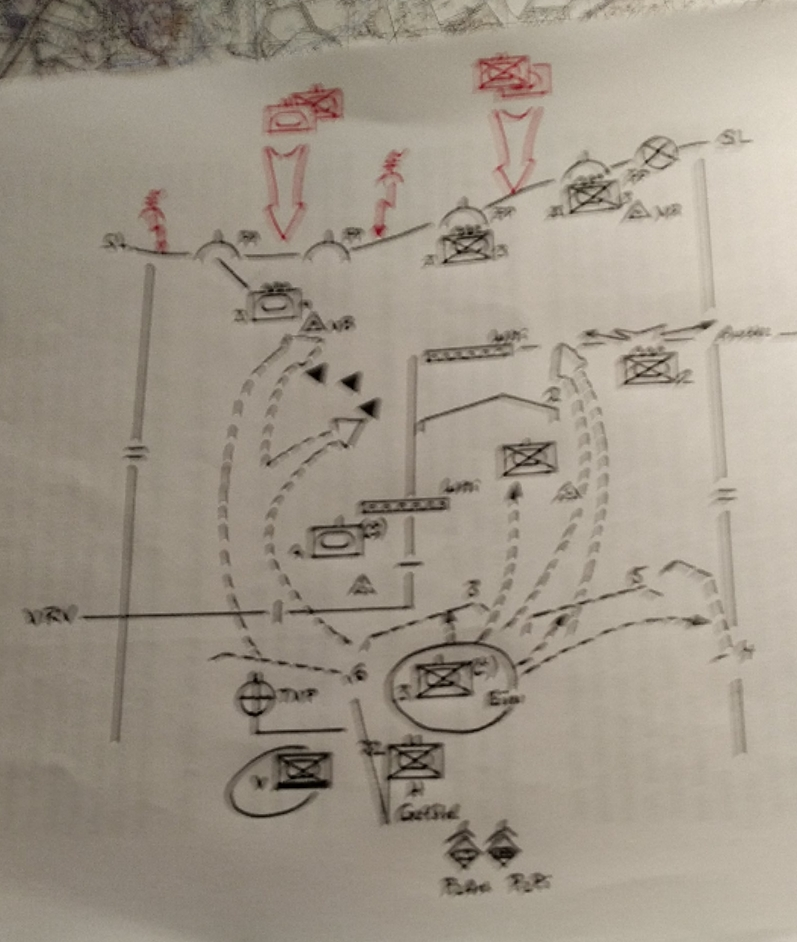
Một kế hoạch tác chiến của Tiểu đoàn pháo binh thiết giáp của Quân đội Liên bang Đức năm 1980.

Kế hoạch quân sự là một hình thức kế hoạch dùng trong lĩnh vực quân sự, tổ chức quân đội một chương trình thực hiện các hoạt động quân sự, được soạn thảo nhằm theo đuổi một mục tiêu chiến lược trong một cuộc chiến tranh. Các kế hoạch quân sự thường gắn liền với một học thuyết quân sự liên quan và thường có tên mã.